# Esslingen
Esslingen je grad u njemačkoj saveznoj pokrajini Baden-Württemberg. Nalazi se 10 km od jugoistočno centra Stuttgarta na rijeci Neckaru. 
U okolici grada nalaze se brojni vinogradi.